# あかつき印刷 (魚沼市)
有限会社あかつき印刷（あかつきいんさつ）は、日本の同人誌印刷所。新潟県魚沼市に本社がある。東京都中央区の東京事務所は2017年1月に閉鎖された。社長は酒井忠久。キャッチコピーは同人誌の味方。長岡市の株式会社あかつき印刷は関連会社である。

## 特色
オフセット印刷全盛期の1990年代後半に、業界に先駆け、極少部数のためのフルカラー印刷セットを企画した。
同人誌用コミック紙「美弾紙」の開発メンバーの1社であり、抄造を担当する製紙工場が新潟県内にあることから、開発には特に熱心だったという。

## サカイさん
酒井社長は社員によってキャラクター化され、自社の広告にメインキャラクターとしてたびたび登場する。このため、同人作家からは「サカイさん」と呼ばれ親しまれている。これは、同人誌印刷所の社長がキャラクターとなって広告に登場する業界の慣例の走りとなった。サカイさんの広告は同人誌『がんばれサカイさん』にまとめられ、コミックマーケットで酒井社長自身が出展したサークルで売られたことがあり、あかつき印刷で通信販売も行っていた。同業他社の広告パンフレットの対談企画で、ポプルスの社長が、かつて社長の酒井が少女漫画の同人活動を行っていたことを明言した。